# Regulamin techniczny
Regulamin techniczny – dokument zawierający szczegółowe postanowienia dostosowujące ogólnie obowiązujące przepisy do warunków miejscowych, w zakresie czynności związanych z prowadzeniem ruchu pociągów i manewrów oraz obsługą punktów ekspedycyjnych, odcinków zdalnego prowadzenia ruchu i bocznic kolejowych.
Dla każdego posterunek ruchu i odcinka zdalnego prowadzenia ruchu zarządca infrastruktury sporządza regulaminy techniczne według szczegółowych zasad określonych w przepisach wewnętrznych.
W regulaminie technicznym kolei wąskotorowej zawarte są między innymi:
- opisy techniczne linii kolejowych,
- zasady prowadzenia ruchu kolejowego na liniach kolejowych,
- warunki prowadzenia pracy manewrowej na terenie stacji wąskotorowej,
- zasady prowadzenia nadzoru nad stanem technicznym i utrzymaniem obiektów i urządzeń infrastruktury kolejowej,
- wymagania kwalifikacyjne dla pracowników związanych z transportem kolejowym,
- postępowanie w razie wypadków z ludźmi lub wypadku z taborem kolejowym,
- ustalenia dotyczące eksploatacji drezyn,
- wykaz telefonów zarządcy infrastruktury i przewoźnika kolejowego oraz telefonów alarmowych,
- zasady BHP.